# Joyce Mandel
Joyce Mandel (Los Ángeles, 10 de marzo de 1950 - ibídem 13 de octubre de 2016) fue una modelo y actriz estadounidense.

## Biografía
Su etnia ruso-rumana le proporcioba una apariencia exótica y por lo tanto ella ha sido sucesivamente modelo en tres etapas separadas de su carrera; apareció en revistas de finales de los 60s como Rinah "la mujer ideal" (pin-up) y trabajo en 1969 para el afamado director cinematográfico Russ Meyer; posteriormente en los 70s apareció en publicaciones tales como Girl Illustrated, Gent y Penthouse con el nombre de Joyce Gibson; en los 90s regresa como Alexis Love y ya como mujer madura apareció en revistas como Score y Swank nombrada como "The ultimate older woman".
Joyce Mandel, falleció el 13 de octubre de 2016 a los 66 años. Ella residía en Los Ángeles, California, en el momento de su fallecimiento. Los arreglos están bajo la dirección de Forest Lawn, Glendale, California.

## Filmografía
- Score Classics (2005) (como Alexis Love)
- Return of the Ultra Vixens (2001)... Alexis Love
- Love Story (1995) (como Alexis Love)
- "The Fall Guy"... bailarina exótica (1982)
- The Baltimore Bullet (1980)... la Mecerá
- "Mork & Mindy"... Peggy Black (1979)
- "Taxi"... mujer en el bar (1978)
- The Boob Tube Strikes Again! (1977)... Party Girl
- Chesty Anderson, USN (1976) (como Joyce Mandel)... Suzi
- The Winds of Autumn (1976)... Prostituta
- Wham Bam Thank You Spaceman (1975) (como Joyce Gibson)... Esclava
- Street of a Thousand Pleasures (1972) (como Joyce Gibson)
- T.R. Baskin (1971)... Linda